# Władysław Kozaczuk
Władysław Kozaczuk (23 décembre 1923 - 26 septembre 2003) est un militaire, historien militaire et historien du renseignement polonais.

## Biographie
Kozaczuk est le premier à révéler les efforts polonais d'avant la Seconde Guerre mondiale (2GM) pour briser les messages chiffrés de la machine Enigma dans son livre Bitwa o tajemnice (Bataille pour les secrets) paru en 1967. Par la suite, le Français Gustave Bertrand livre d'autres informations sur la collaboration franco-polonaise avant et pendant la 2GM. Lorsque le livre The Ultra Secret de F.W. Winterbotham (en) devient internationalement connu, Kozaczuk est invité à des conférences internationales sur le renseignement militaire de la 2GM et sur le décryptage d'Enigma. Il publie en 1979 W kręgu Enigmy, qui est édité et traduit en anglais par Christopher Kasparek (en) sous le titre Enigma:  How the German Machine Cipher Was Broken, and How It Was Read by the Allies in World War Two (1984). Par la suite, il est invité à faire la promotion du livre aux États-Unis. 
L'ouvrage de 1984 Enigma a été qualifié de « référence » pour connaître le rôle des Polonais dans le décryptage de la machine Enigma. L'ouvrage a été analysé par Stuart Milner-Barry en 1986.

## Œuvres
- Władysław Kozaczuk et Christopher Kasparek (en) (éditeur et traducteur), Enigma : How the German Machine Cipher Was Broken, and How It Was Read by the Allies in World War Two, Frederick, Maryland, University Publications of America, 1984, 2e éd. (ISBN 978-0-89093-547-7)
- (en) Władysław Kozaczuk et Jerzy Straszak, Enigma : How the Poles Broke the Nazi Code, 1986 (ouvrage différent du précédent)
- (de) Im Banne der Enigma, Berlin, Militärverlag, 1987 (ISBN 3-327-00423-4).
- (de) Geheimoperation Wicher, Coblence, Bernard u. Graefe, 1989 (ISBN 3-7637-5868-2)
  - Également publié chez Karl Müller, Erlangen, 1999.  (ISBN 3-86070-803-1).